# Светозар Ранкович
Светозар (Тоза) Ранкович (на сръбски: Светозар Ранковић - Тоза) е сръбски военен и революционер, деец на Сръбска пропаганда в Македония от началото на XX век.

## Биография
Роден е в Юнковац в областта Лепеница, Сърбия. Постъпва с 33 випуск във Военната академия, но я напуска и завършва юнкерско училище в Русия. Постъпва в сръбската армия. Присъединява се към сръбската четническа акция в Македония още в самото ѝ начало в 1904 година. По-късно става войвода.
Участва в Балканската война (1912 - 1913), като е тежко ранен в Кумановската битка. Участва и в Междусъюзническата война. Загива в Колубарската битка през Първата световна война, когато австрийски снаряд му отнася двата крата и той се самоубива. Смъртта му е възпята от Милослав Йелич в стихосбирката „Сърбиянски венец“ (Србијански венац).